# 桐生外語学院
桐生外語学院（きりゅうがいごがくいん）は、群馬県桐生市にあった英会話教室。ひばり英語学校。運営は学校法人下山学園。

## 設置コース
- 小学コース
- 中学コース
- 高校コース
- 大学受験科
- 社会人英語コース

## 所在地
- 群馬県桐生市天神町3-5-14